# Montaulieu
Montaulieu é uma comuna francesa na região administrativa de Auvérnia-Ródano-Alpes, no departamento de Drôme. Estende-se por uma área de 13,05 km². Em 2010 a comuna tinha 86 habitantes (densidade: 6,6 hab./km²).